# Орден Независимости и Свободы
Орден независимости и свободы (кит. 独立自由勋章; пиньинь: Dúlì Zìyóu Xūnzhāng) — военная награда Китайской Народной Республики. Она была учреждена в 1955 году для награждения мужчин, которые отличились «выдающейся галантностью и бесстрашием» в бою с противником Китая во время Второй японо-китайской войны. Существует три степени: Первый класс, Второй класс и Третий класс.

## Узор

### Служебная лента

Первый класс
Второй класс
Третий класс

## Известные награжденные
- Десять маршалов: Чжу Дэ, Пэн Дэхуай, Линь Бяо, Лю Бочэн, Хэ Лун, Чэнь И, Ло Жунхуань, Сюй Сянцянь, Не Жунчжэнь, Е Цзяньин.
- Десять генералов НОАК: Су Юй, Сюй Хайдун, Хуан Кэчэн, Чэнь Гэн, Тан Чжэн, Сяо Цзиньгуан, Чжан Юньи, Ло Жуйцин, Ван Шушэн, Сюй Гуанда.
- Генералы: Сун Жэньцюн, Сяо Кэ, Сюй Шию, Ли Кенонг, Хуан Юншэн и др.
- Генерал-лейтенанты: Дин Цюшэн, Ван Цзиньшань, Ван Эньмао и др.
- Генерал-майоры: Хань Дуншань, Сунь Чаоцюнь, Ян Юнсун, Юань Кэфу и др.